# Ranunculus hamiensis
Ranunculus hamiensis là một loài thực vật có hoa trong họ Mao lương. Loài này được J.G. Liu miêu tả khoa học đầu tiên năm 1992.